# Campionato italiano di ciclismo su strada 1947
Il Campionato italiano di ciclismo su strada 1947, trentasettesima edizione della corsa, si svolse su cinque prove dal 13 marzo al 14 settembre 1947. La vittoria fu appannaggio di Fausto Coppi, che precedette in classifica Vito Ortelli e Mario Ricci.

## Calendario
| Data         | Evento                   | Vincitore     | Squadra         |
| ------------ | ------------------------ | ------------- | --------------- |
| 13 aprile    | Giro del Lazio (1947)    | Michele Motta | Lygie-Pirelli   |
| 27 aprile    | Giro del Piemonte (1947) | Vito Ortelli  | Benotto-Superga |
| 11 maggio    | Giro di Romagna (1947)   | Fausto Coppi  | Bianchi         |
| 31 agosto    | Giro del Veneto (1947)   | Fausto Coppi  | Bianchi         |
| 14 settembre | Coppa Bernocchi (1947)   | Mario Ricci   | Legnano         |

## Classifica
| Pos. | Corridore       | Squadra          | Punti |
| ---- | --------------- | ---------------- | ----- |
| 1    | Fausto Coppi    | Bianchi          | 22    |
| 2    | Vito Ortelli    | Benotto-Superga  | 18    |
| 3    | Mario Ricci     | Legnano          | 17    |
| 3    | Aldo Ronconi    | Benotto-Superga  | 17    |
| 3    | Giordano Cottur | Wilier Triestina | 17    |
| 6    | Fiorenzo Magni  | Viscontea        | 15    |
| 6    | Sergio Maggini  | Benotto-Superga  | 15    |
| 8    | Michele Motta   | Lygie-Pirelli    | 13    |
| 9    | Giulio Bresci   | Welter           | 12    |
| 10   | Renzo Zanazzi   | Legnano          | 11    |